# آق-بکت (شهرستان کمین)
آق-بکت (به لاتین: Ak-Beket) یک عوارض جغرافیایی در قرقیزستان است که در شهرستان کمین واقع شده‌است. آق-بکت ۷۳۷ نفر جمعیت دارد و ۱٬۰۵۹ متر بالاتر از سطح دریا واقع شده‌است.